# Margarete Teschemacher
Margarete Teschemacher (Colònia, 3 de març de 1903 - Bad Wiessee, 19 de maig de 1959) va ser una soprano alemanya associada amb el repertori de Wagner i Richard Strauss.
Va debutar en Colònia en 1923 i com a membre de l'elenc d'Aquisgrà (1924-26), Dortmund (1926-28), Mannheim (1928-30), Stuttgart (1930-34), Dresden (1934-46) i Düsseldorf (1947-52).
Va ser la creadora de Daphne de Richard Strauss, de qui va ser una important Arabella i Mariscala.
El 1931, va cantar al Covent Garden de Londres i el 1936 va formar part de la companyia de Dresden.
En 1934 en el Teatre Colón de Buenos Aires va cantar dirigida per Fritz Busch la Sieglinde de Die Walküre, Marenka, Senta i Arabella al costat d'Alexander Kipnis.
La Temporada 1933-1934 va cantar al Gran Teatre del Liceu de Barcelona.
Dos anys més tard va arribar a Londres i va cantar la Comtessa a Les noces de Fígaro i Donna Elvira a Don Giovanni a la Royal Opera House Covent Garden.
El 1935 va arribar a l'Òpera Estatal Saxona de Dresden, on va cantar el paper principal el 1938 a l'estrena mundial de Daphne de Richard Strauss com a parella de Torsten Ralf. També va participar al Festival de Salzburg.
També ha estat convidada a La Scala de Milà, al Gran Teatre del Liceu de Barcelona, a l'Òpera de Chicago i a les Òperes Estatals de Berlín, Múnic i Viena. El 1940 va participar en l'estrena de la cantata Deutsche Auferstehung al Musikverein de Viena. Una cançó festiva de Franz Schmidt.
El 1943 es va casar amb el pintor Richard Panzer. El 1944, Teschemacher figurava a la llista de persones dotades per Déu del Ministeri d'Il·lustració Pública i Propaganda del Reich.
Després de la Segona Guerra Mundial va tenir un contracte d'actuació convidada amb la "Deutsche Oper am Rhein" de Düsseldorf.
En diversos enregistraments va ser parella de Helge Rosvaenge, Marcel Wittrisch, Georg Hann i Karl Schmitt-Walter.